# Polemon fulvicollis
Espèce
Synonymes
- Microsoma fulvicollis Mocquard, 1887
- Miodon fulvicollis (Mocquard, 1887)
- Miodon graueri Sternfeld, 1908
- Miodon gracilis De Witte & Laurent, 1943
- Miodon fulvicollis gracilis De Witte & Laurent, 1943
- Polemon fulvicollis gracilis (De Witte & Laurent, 1943)

Polemon fulvicollis est une espèce de serpents de la famille des Lamprophiidae. 

## Répartition
Cette espèce se rencontre :
- en Ouganda ;
- au Cameroun ;
- au Gabon ;
- en République du Congo ;
- en République démocratique du Congo.

## Description
C'est un serpent venimeux.

## Liste des sous-espèces
Selon The Reptile Database (17 décembre 2013) :
- Polemon fulvicollis fulvicollis (Mocquard, 1887)
- Polemon fulvicollis graueri (Sternfeld, 1908)
- Polemon fulvicollis laurenti Resetar & Marx, 1981

## Étymologie
La sous-espèce Polemon fulvicollis graueri est nommée en l'honneur de Rudolf Grauer (1870–1927). La sous-espèce Polemon fulvicollis laurenti est nommée en l'honneur de Raymond Ferdinand Laurent (1870–1927)

## Publications originales
- Mocquard, 1887 : Sur les ophidiens rapportés du Congo par la Mission de Brazza. Bulletin de la Société Philomathique de Paris, sér. 7, vol. 11, p. 62-92 (texte intégral).
- Resetar & Marx, 1981 : A redescription and generic reallocation of the African colubrid snake Elapocalamus gracilis Boulenger with a discussion of the union of the brille and postocular shield. Journal of Herpetology, vol. 15, no 1, p. 83-89.
- Sternfeld, 1908 : Neue und ungenügend bekannte afrikanische Schlangen. Sitzungsberichte der Gesellschaft Naturforschender Freunde zu Berlin, vol. 4, p. 92-95 (texte intégral).